# Betevé
Betevé (estilizado betevé), anteriormente conocida como Barcelona Televisió, es un canal de televisión local español de tipología abierta en catalán, de titularidad pública, que emite para el Barcelonés. Es gestionado por una sociedad municipal dependiente del Ayuntamiento de Barcelona.
Empezó sus emisiones el 3 de noviembre de 1994, gracias a la unificación de los canales de cada distrito barcelonés en un único servicio, bajo la empresa Informació i Comunicació de Barcelona, SA. A lo largo de su historia ha seguido distintos modelos de programación, pero se ha mantenido un modelo de proximidad y servicio público. También ha destacado por su carácter innovador: fue la primera televisora local catalana que introdujo teletexto y la primera en toda España que empezó a emitir por televisión digital terrestre con interactivos en MHP.
Desde 2008, el director de Betevé es elegido por concurso público. El actual director es Sergi Vicente, excorresponsal de TV3 en Pekín. En 2014 se creó una emisora de radio. En 2021 la periodista Eva Arderius fue nombrada directora de informativos de la cadena.

## Historia

### Orígenes
La televisión local de Barcelona empezó a desarrollarse en 1984, y de forma progresiva todos los 10 distritos de la ciudad tuvieron su propio canal. Cinco años después se iniciaron las primeras emisiones conjuntas a través de la Coordinadora Barcelona Comunicació (CBC). En 1993, el Ayuntamiento de Barcelona (entonces dirigido por Pasqual Maragall) llegó a un acuerdo con la coordinadora para asumir la gestión de este servicio municipal a través de una nueva empresa, Informació i Comunicació de Barcelona (ICB), germen del actual canal.

### Barcelona Televisió
Barcelona Televisió (BTV) empezó sus emisiones el 3 de noviembre de 1994 desde unos estudios ubicados en Vía Layetana, 48. Entre sus objetivos, pretendió convertirse en un canal municipal que incentivara la participación ciudadana. Los primeros programas fueron un informativo de media hora, un debate y los contenidos facilitados por cada televisión de distrito. La lengua vehicular sería el catalán.
En septiembre de 1997 se renovó por completo la programación de BTV, basada ahora en el servicio público y con vocación minoritaria. Bajo la dirección de Manuel Huerga, quien ganó un concurso público para el diseño de programas, la parrilla se dividió en dos franjas. Desde las 9:00 hasta las 21:00 se ofrecían espacios de corta duración, no más de cinco minutos, en los que destacaban los informativos, la agenda cultural y la participación ciudadana. Y la franja nocturna se dejaba para debates, cine de autor y espacios de cultura alternativa. Algunas comunidades inmigrantes contaban con boletines en su idioma. El programa más representativo de esa época fue Videomatón: con varios fotomatones situados por toda la ciudad, los barceloneses podían grabar mensajes de un minuto, previo pago de 100 pesetas. Esos mensajes eran después emitidos en bloque. La imagen corporativa, un ojo humano, fue diseñada por Pere Torrent Peret.

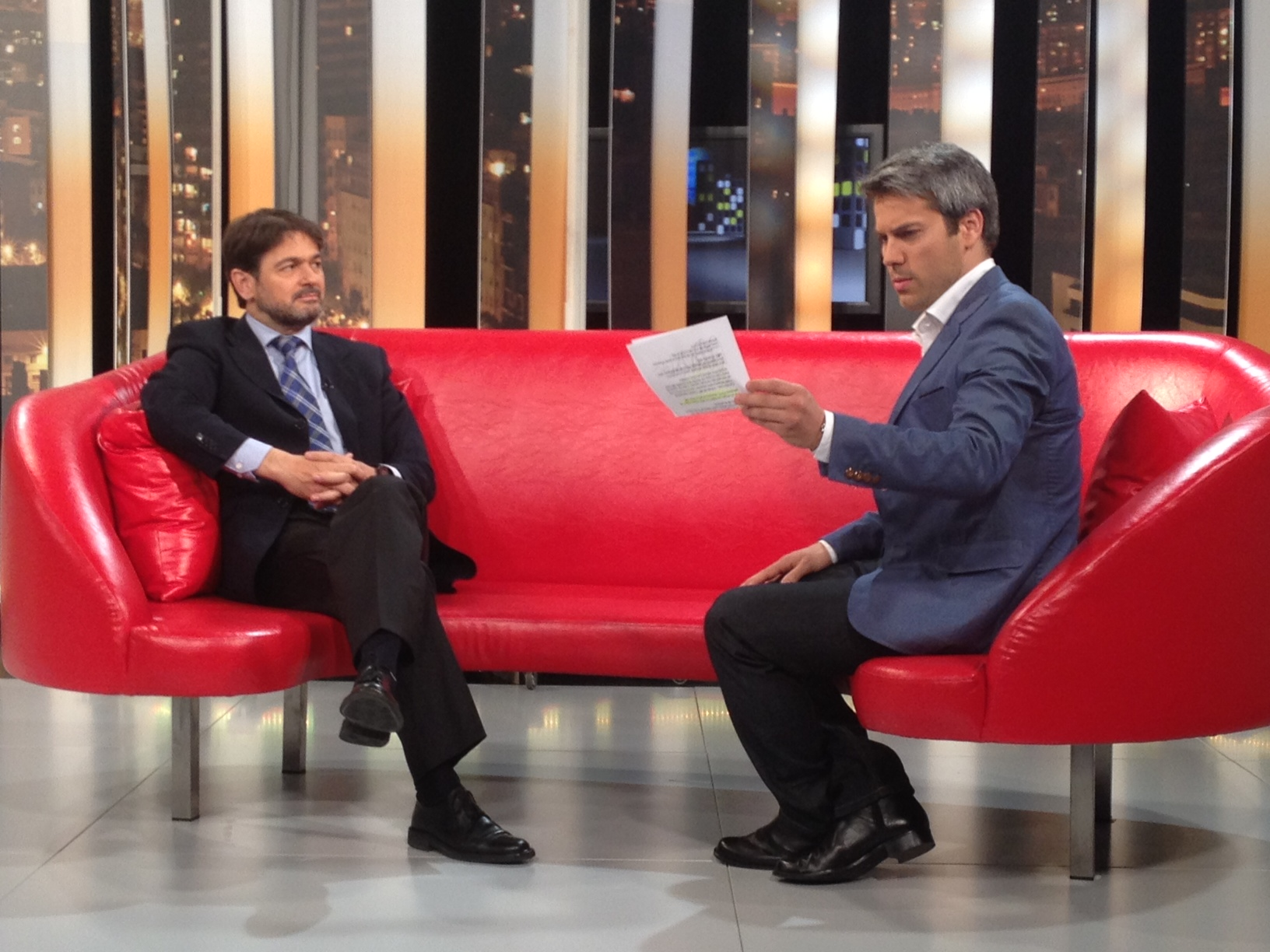
Daniel Domenjó entrevista a Oriol Pujol, secretario de CDC (2012).

En 2001 volvió a cambiarse de modelo, bajo la dirección de Joan Tapia, para dar peso a los espacios de larga duración. Más allá de la información ciudadana, se dio paso en horario estelar a otros contenidos como la política, la literatura y el deporte. Además llegaron rostros conocidos como el Telemonegal de Ferran Monegal; Einstein a la platja de Lluís Reales; Ciutat Oberta de Glòria Serra; Saló de Lectura de Emili Manzano y El temps del Picó de Alfred Rodríguez Picó. Gracias a estos cambios, la audiencia creció un 90% entre 2001 y 2003.
A partir de 2004, BTV se integró en la Xarxa Audiovisual Local de la Diputación de Barcelona (actual Xarxa de Televisions Locals).
BTV aprovechó el paso a la televisión digital terrestre en 2005 para trasladar su sede al Distrito 22@ de Poblenou, renovar su imagen corporativa (un globo de cómic con la letra «B») y empezar a emitir en TDT, siendo la primera local de toda España en hacerlo. La programación dejó de ser alternativa y se centró en formatos más convencionales, entre ellos magacines matinales y vespertinos, al tiempo que llegaron más rostros conocidos como Elisenda Roca, Antonio Franco y Josep Maria Balcells. El ayuntamiento aprovechó algunos de los contenidos de BTV, en especial los boletines, para ofrecerlos en otros canales como la edición digital del Diari de Barcelona, el Metro de Barcelona y el nuevo sitio web.
De 2008 a 2014 su director fue Àngel Casas.
En 2008 se reestructuraron los medios de comunicación locales. De ahora en adelante, el director de BTV se nombraría por concurso público y mandato de seis años, siendo elegido el periodista Àngel Casas. Bajo su mandato se impulsaron los servicios informativos municipales bajo la marca BTV Noticies, se crearon boletines para cada distrito (Infobarris) y se reforzó la proximidad a través de las redes sociales. La producción propia se centró en la actualidad barcelonesa, a través de distintos géneros, y se incluyeron contenidos de ficción como cine y series. En enero de 2014, BTV asumió el control de la emisora de radio municipal, Barcelona FM.

### Transformación en «betevé»
Con la elección en 2015 como nuevo director de Sergi Vicente, excorresponsal de TV3 en Pekín, se emprendió un nuevo cambio de programación para resituar al canal como un «servicio transmedia» orientado a la realidad ciudadana.
El canal modificó por completo su imagen corporativa el 31 de enero de 2017 y pasó a llamarse «betevé», con una programación centrada en informativos, servicio público y proximidad.